# Burni Kleneng
Burni Kleneng är ett berg i Indonesien.   Det ligger i provinsen Aceh, i den västra delen av landet, 1 600 km nordväst om huvudstaden Jakarta. Toppen på Burni Kleneng är 1 276 meter över havet.
Terrängen runt Burni Kleneng är huvudsakligen kuperad, men åt sydost är den bergig. Runt Burni Kleneng är det mycket glesbefolkat, med 2 invånare per kvadratkilometer. I omgivningarna runt Burni Kleneng växer i huvudsak städsegrön lövskog.